# 世界马拉松挑战赛
世界马拉松挑战赛（World Marathon Challenge）是一项多项目的马拉松比赛，包括在7天内在全球7大洲完成7个26.2-英里（42.2-）全程马拉松比赛。

## 历史
首届世界马拉松挑战赛于2015年举行，于2015年1月17日在南极洲开始，在悉尼结束。首届赛事综合了南极洲、智利、美国、西班牙、摩洛哥、阿拉伯联合酋长国和澳大利亚七个国家和地区的比赛成绩。戴维·格辛赢得了首届赛事冠军，所有七场比赛的总时间为25小时36分3秒，平均每场比赛用时3:39:26，对手包括其他11名选手，其中10名是男性。为了完成比赛的所有阶段，参赛者总共走了长达38,000（23,612英里）的旅程。来自芬兰的玛丽安娜·扎伊科娃作为2015年比赛中唯一成功完赛的女性，成为第一位完成该赛事的女性。
2016年的比赛于2016年1月26日开始，分别在联合冰川（南极洲）、蓬塔阿雷纳斯（智利）、迈阿密（美国）、马德里（西班牙）、马拉喀什（摩洛哥）、迪拜（阿拉伯联合酋长国）和悉尼（澳大利亚）设有经过认证的马拉松赛道。该赛事的报名费为32,000欧元。2016年，贝卡·皮齐成为第一位完成该赛事的美国女性，同时在所有参赛过的女性选手中排名第一，总时间为27:26:15小时，平均时间为3:55:11小时。美国海军陆战队队长丹尼尔·卡蒂卡（Daniel Cartica）以总时间24:46:56和平均时间3:32:25的成绩赢得比赛，在其他13名选手中脱颖而出，并创造了该赛事的新世界纪录。
2017年，美国人迈克尔·沃迪恩以19:21:36（平均每场马拉松2:45:57）夺冠，创造新的世界纪录；在女子比赛中，智利人希尔瓦娜·卡梅里奥（Silvana Camelio）以29:28:17夺冠。2018年，男子比赛由爱尔兰人加里·桑顿（Gary Thornton）以22:26:16获胜，女子比赛由2016年女子组冠军美国人皮兹以28:32:35获胜。
2019年，马拉松赛道分别在诺瓦（Nova，南极洲）、开普敦（南非）、珀斯（澳大利亚）、迪拜（阿拉伯联合酋长国）、马德里（西班牙）、圣地亚哥（智利）和迈阿密（美国）。男子组由美国人迈克尔·沃迪恩以20:49:30成功卫冕冠军，女子组由英国人苏珊娜·吉尔（Susannah Gill）以24:17:06获得冠军（最初报道为24:19:09）。吉尔平均每次马拉松的时间为3:28:9，所以她创造了新的女子世界纪录，次年被丹麦人克里斯蒂娜·舒·马德森（Kristina Schou Madsen）以平均成绩3:25:57（总时间24:1:40）超越。
2020年的比赛因为2019冠状病毒病疫情打乱了节奏，原计划参加的人中有7人无法参加，而且由于极端天气导致飞机无法飞往南极参加第一天的比赛，开普敦反而成为第一天，南极洲变成了第二天。克里斯蒂娜·舒·马德森打破女子记录夺冠，男子组由波兰人米洛兹·帕森尼克（Milosz Pasiecnik）以平均成绩3:25:57夺冠。2021-2022年由于疫情没有举办。
2023年的比赛分别在诺瓦（Nova，南极洲）、开普敦（南非）、珀斯（澳大利亚）、迪拜（阿拉伯联合酋长国）、马德里（西班牙）、福塔雷萨（巴西）和迈阿密（美国），比赛从1月31日开始。